# Neuropilin
Neuropilin je gykoproteinový transmemrbránový receptor (zkr. NRP) v neuronech , prevážně fungující jako koreceptor se semaforíny.
NRP-1 NRP-2 jsou specifické receptory pro třídu-3 semaforínů zodpovědné za vedení axonu během vývoje nervového systému u obratlovců. Mají malé cytoplazmatické domény, a proto se spoléhají na jiné molekuly (obvykle plexiny) při přenosu signálu přes buněčnou membránu, obecně fungují jako dimery s různou afinitou pro různé molekuly. Například, NPR-1 homodimery mají vysokou afinitu pro Sema3A, zatímco SPR-2 homodimery mají vysokou afinitu pro Sema3F. Další ligand pro neuropiliny je VEGF, růstový faktor podílející se na regulaci angiogeneze.

## Využití
Neuropiliny jsou terapeutickým cílovým proteinem v léčbě leukémie a lymfomu, protože dochází ke zvýšení exprese v neuropilinu-1 u postižených buněčných linií. Neuropilin-1 také inhibuje buněčné migraci a adhezi nádorových buněk.